# Лю Чун
Лю Чун (кит.: 劉崇; піньїнь: Liú Chóng), храмове ім'я Шицзу (кит.: 世祖; піньїнь: Shìzǔ; 895–954) — засновник і перший імператор Північної Хань періоду п'яти династій і десяти держав.

## Життєпис
Був молодшим братом засновника Пізньої Хань Лю Чжиюаня. 951 року Лю Чун заснував державу Північна Хань на територіях Шато в сучасному Шаньсі після того, як генерал Го Вей (засновник Пізньої Чжоу) убив його старшого сина.
954 року зазнав поразки від Чай Жуна й невдовзі помер. Трон успадкував його син Лю Цзюнь.